# Edmund Eysler
Edmund Samuel Eysler (eigentlich: Eisler; * 12. März 1874 in Hernals, Österreich-Ungarn; † 4. Oktober 1949 in Wien) war ein österreichischer Komponist.

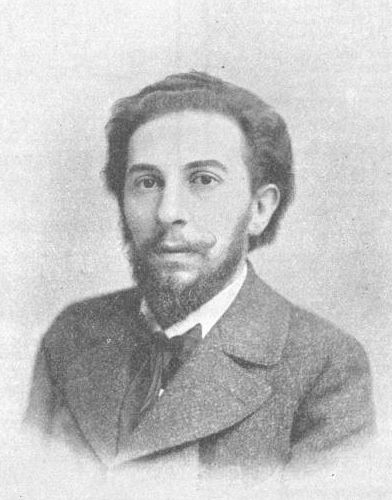
Edmund Eysler
Aus Sport & Salon, Wien, 19. März 1903

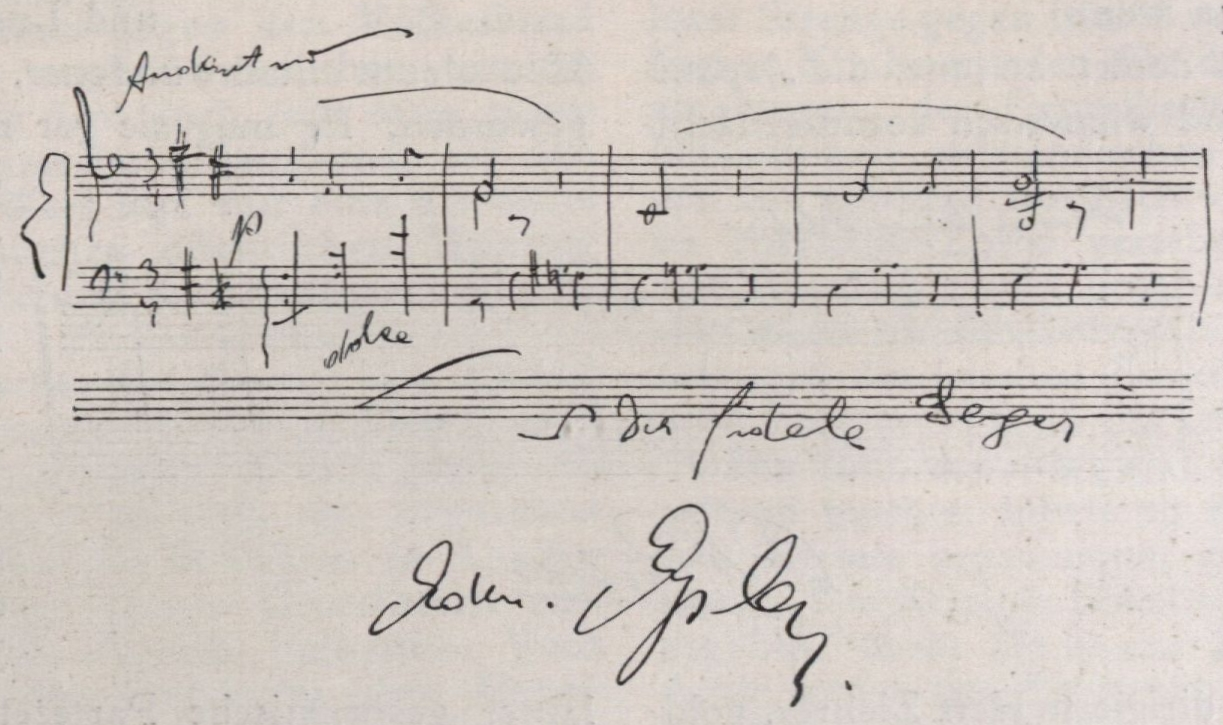
Notenzitat mit Unterschrift (1920)

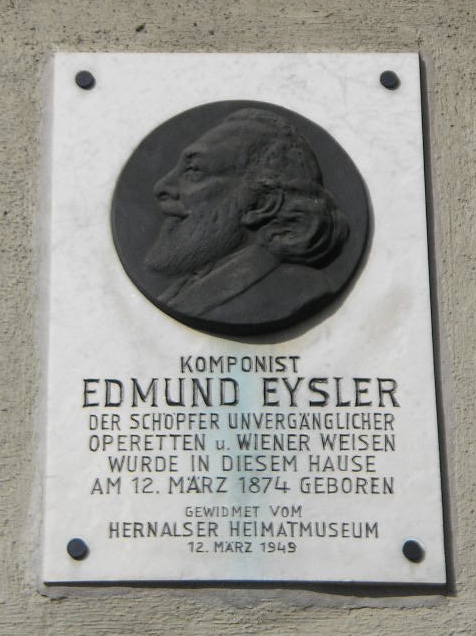
Gedenktafel am Geburtshaus Thelemangasse 8 in Hernals

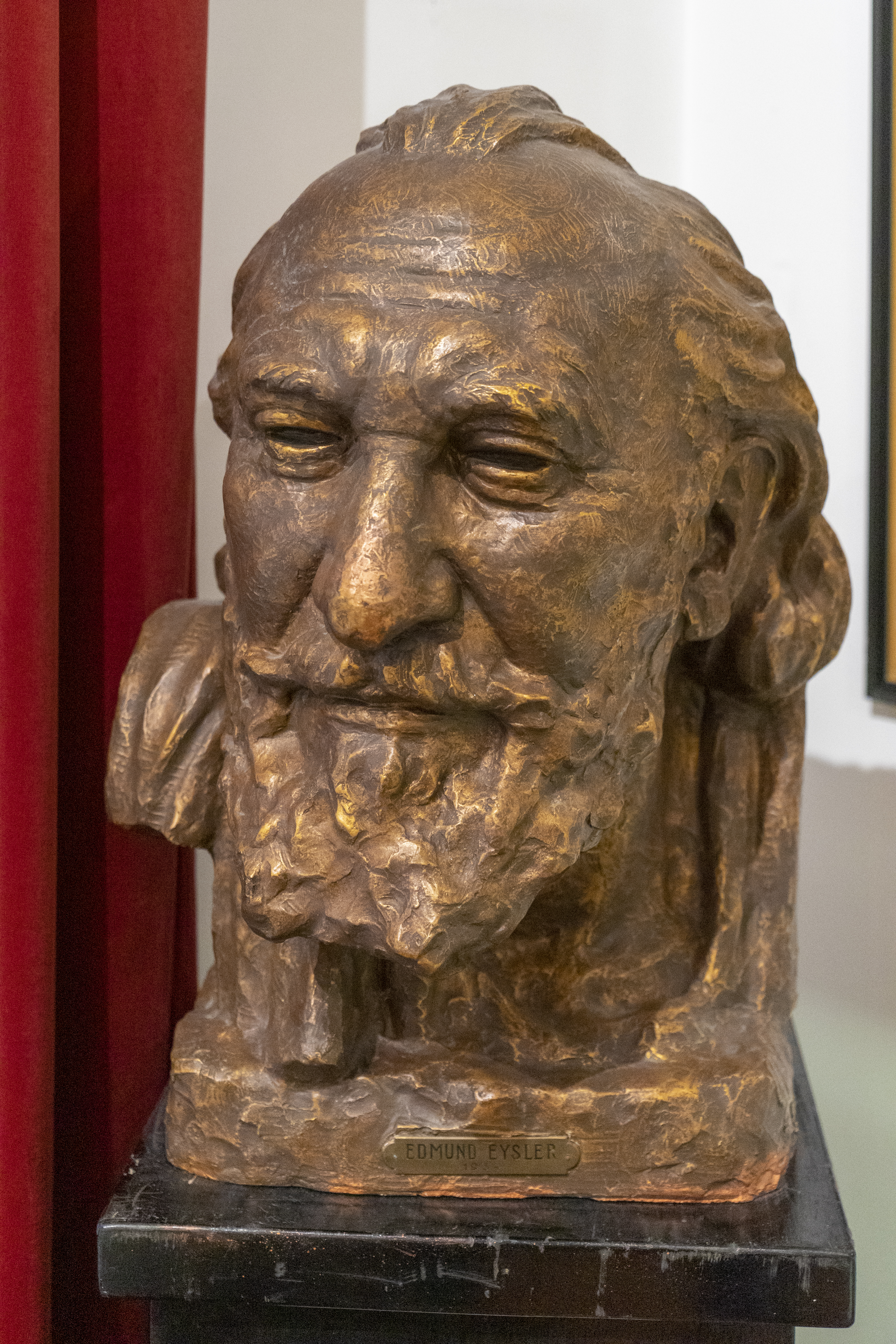
Skulptur Eyslers im Bezirksmuseum Josefstadt

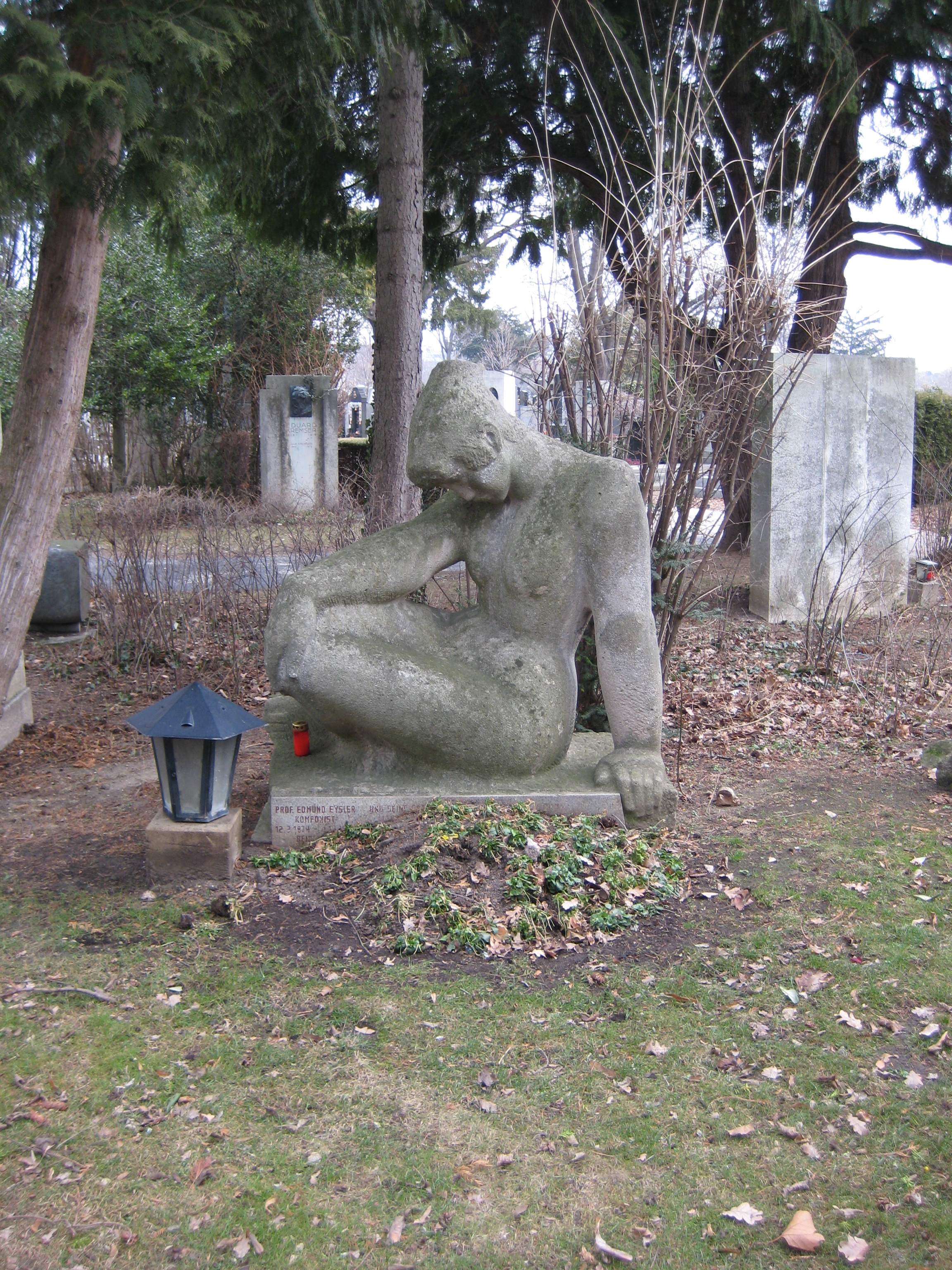
Grab auf dem Wiener Zentralfriedhof

## Leben
Edmund Eisler wurde am 12. März 1874 in Wien als Sohn eines Kaufmanns geboren. Eigentlich sollte er den Ingenieurberuf ergreifen, seine Bekanntschaft mit Leo Fall bewog ihn jedoch zum Musikstudium am Konservatorium der Gesellschaft der Musikfreunde in Wien, wo er als Schüler von Robert Fuchs Komposition studierte und sich zum Klavierlehrer und Kapellmeister ausbilden ließ. Nachdem er seine Ausbildung mit Auszeichnung abgeschlossen hatte, hielt Eysler sich mit der Vergabe von Klavierunterricht finanziell über Wasser. 1898 heiratete er Poldi Allnoch, mit der er dann zwei Töchter hatte. 1901 erhielt er eine Stelle als Kapellmeister. Er komponierte zunächst Kammermusik und Klavierstücke sowie die Oper Fest auf Solhaug und das Ballett Schlaraffenland. Durch einen wohlsinnenden Verwandten lernte Eysler den Librettisten Ignaz Schnitzer kennen, welcher schon die Texte für den Zigeunerbaron verfasst hatte. So erhielt Eysler von Schnitzer den Auftrag, dessen Text zu der Oper Der Hexenspiegel zu vertonen. Ursprünglich sollte das Werk nach seiner Fertigstellung an der Wiener Hofoper aufgeführt werden, wurde aber dann von deren Direktor abgelehnt, da die Musik zu einfach wäre. So wurde Der Hexenspiegel nie aufgeführt, obwohl der Verleger Weinberger einer Veröffentlichung des Materials zustimmte. Weinberger war es auch, der Eysler ermutigte aus der Musik für den Hexenspiegel eine Operette zu schaffen. Es entstand die Operette Bruder Straubinger, welche bei ihrer Uraufführung am 20. Februar 1903 mit Alexander Girardi in der Hauptrolle ein großer Erfolg wurde.
Für das Wiener Bürgertheater komponierte Edmund Eysler die Operette Der unsterbliche Lump (Libretto von Felix Dörmann). Am 14. Oktober 1910 fand die Erstaufführung statt. Der Erfolg war überwältigend. Die Pressestimmen meinten, diese Operette von Eysler signalisiere den Wechsel des Genres. Die Musik des Komponisten wurde gelobt, die solide Instrumentation und die einfache Harmonisierung hervorgehoben. Sicherlich trug dieser große Erfolg dazu bei, dass Eysler „Hauskomponist“ des Wiener Bürgertheaters bleiben sollte. Am 23. Dezember 1911 gab man seine neueste Operette Der Frauenfresser, auch ihr war großer Erfolg beschieden. Im März 1913 folgte die Uraufführung des Werks Der lachende Ehemann. Von der Kritik äußerst positiv aufgenommen wurden vor allem die einprägsamen, anspruchslosen Melodien. Bis 1921 sollte dieses Eysler-Werk 1793 Aufführungen erfahren. Auch in den Jahren des Ersten Weltkriegs brachte man im Wiener Bürgertheater in gewohnter Weise pro Saison mehrere Eysler-Operetten heraus. An dieser Stelle seien genannt: Frühling am Rhein, Die – oder Keine! und Der dunkle Schatz.
1927 veröffentlichte Eysler eine weitere, sehr erfolgreiche Operette, Die gold’ne Meisterin, die in Wien sehr großen Anklang fand.
Wegen Eyslers jüdischer Abstammung verboten die Nationalsozialisten die Aufführung seiner Werke. Jetzt entdeckte auch Adolf Hitler, dass eine seiner Lieblingsoperetten, Die gold’ne Meisterin von einem Juden war.
Eysler flüchtete jedoch nicht, sondern fand Unterschlupf bei Verwandten und Freunden. Zudem gewährte ihm der Titel eines Bürger ehrenhalber der Stadt Wien einen gewissen Schutz. Nach dem Krieg erzielte er mit der Operette Wiener Musik, deren Uraufführung am 22. Dezember 1947 im Burgtheater stattfand, einen letzten großen Erfolg. Zum 75. Geburtstag 1949 erhielt Eysler den Ehrenring der Stadt, und die in der Zeit des Nationalsozialismus entfernte Gedenktafel an seinem Geburtshaus in der Thelemangasse wurde wieder angebracht.
Edmund Eysler starb am 4. Oktober 1949 in Wien an den Folgen eines Sturzes von der Bühne. Er wurde in einem Ehrengrab auf dem Wiener Zentralfriedhof (Gruppe 32 A, Nummer 46 A) beigesetzt.
Mit insgesamt 60 Operetten prägte Eysler die damalige Musikwelt in Österreich und Deutschland sehr stark. Internationale Erfolge waren jedoch weniger zu verzeichnen, da Eyslers Musik eher wienerisch und lokalfolkloristisch war.

## Werke (Auswahl)
Opern:
- Der Hexenspiegel   (1900)
- Fest auf Solhaug

Operetten:
- Das Gastmahl des Lucullus (1901)
- Bruder Straubinger (1903), T: Moritz West, Ignaz Schnitzer
- Die Schützenliesel (1905), T: Karl Lindau
- Pufferl, 1905, T: Sigmund Schlesiger, Ignaz Schnitzer
- Künstlerblut (1906)
- Phryne (1906), T: Fritz Grünbaum, Robert Bodanzky
- Vera Violetta (1907)
- Das Glücksschweinchen (1908)
- Der unsterbliche Lump (1910)
- Das Zirkuskind (1911)
- Der Frauenfresser (1911)
- Ein Tag im Paradies (1913)
- Der lachende Ehemann (1913), T. Julius Brammer, Alfred Grünwald
- Frühling am Rhein (1914), T: Karl Lindau, Fritz Löhner-Beda, Oskar Fronz senior
- Das Zimmer der Pompadour, 1915, T: Oskar Friedmann, Ludwig Herzer
- Hanni geht tanzen! (1916)
- Der Aushilfsgatte, 1917, T: Oskar Friedmann, Ludwig Herzer
- Der dunkle Schatz, 1918, T: Oskar Friedmann, Ludwig Herzer
- Der König heiratet, 1920, T. Ernst Marischka, Gustav Beer
- Die fromme Helene (1921)
- Die gold’ne Meisterin (1927), T: Julius Brammer, Alfred Grünwald
- Donauliebchen (1932)
- Wiener Musik (1947)

## Ehrungen
- Bürger ehrenhalber der Stadt Wien (Verleihung am 7. Oktober 1927)
- Träger des Goldenen Ehrenzeichens der Republik Österreich (Verleihung am 27. März 1934)
- Ehrenring der Stadt Wien (Verleihung 1949)
- Eyslergasse in Wien-Hietzing (1955)